# Gminna Biblioteka Publiczna w Milejewie
Gminna Biblioteka Publiczna w Milejewie – biblioteka znajdująca się w Milejewie. 
Została założona w 1948. Do 2016 posiadała Filię Biblioteczną w Pomorskiej Wsi, działającą tam od 1951. Obecnie prowadzi samoobsługowe punkty biblioteczne. Od 2007 dyrektorem jest Kamil Pawelak.
Biblioteka z własnych środków przeprowadziła kapitalny remont. Całkowicie odnowiono i zaaranżowano pomieszczenia oraz zamontowano regały. Placówkę zaopatrzono stopniowo w nowoczesny sprzęt i wyposażenie.
Do dyspozycji czytelników jest nowoczesny i aktualny księgozbiór.
Biblioteka wprowadziła także nowatorskie, autorskie akcje biblioteczne, m.in. „apteczkę dla książek”, „bibliotekę na telefon” czy też wypożyczanie zakładek-latarek do książek.
Misją biblioteki jest służenie użytkownikom tak, aby jak najprzyjemniej mogli spędzić dzięki niej swój wolny czas.
W 2018 roku pod patronatem biblioteki wydany został poradnik dla bibliotekarzy napisany przez dyrektora placówki.